# Marino Miguel Franzini
Marino Miguel Franzini ComC • GCC (Lisboa, 21 de Janeiro de 1779 — Lisboa, 29 de Novembro de 1861), conde de Tarmassia (em Veneza), fidalgo da Casa Real, foi um militar da Armada Portuguesa e político que, entre outras funções, foi brigadeiro da Brigada Real de Marinha, encarregado, e depois director do Arquivo Militar, presidente da Comissão da Estatística e Cadastro do Reino, inspector da Cordoaria Nacional, deputado às Cortes e Par do Reino, ministro de Estado e vogal do Supremo Conselho de Justiça Militar. Pioneiro da meteorologia e da estatística em Portugal, foi sócio da Academia Real das Ciências de Lisboa, membro do conselho de D. João VI e comendador e grã-cruz da Ordem Militar de Cristo.

## Biografia
Foi filho do veneziano Miguel Franzini, professor de Matemática na Universidade de Coimbra. Assentou praça na Armada Portuguesa e frequentou os estudos da Academia da Marinha e da Academia dos Guardas Marinhas, iniciando uma carreira de oficial naval. Ao serviço da Marinha de Guerra levantou durante os cruzeiros cartas hidrográficas, excelentes na opinião dos entendidos, e fez importantes observações. 
Transferiu-se para o Exército, ascendendo ao posto de major do corpo de engenheiros, em funções no Arquivo Militar. Ocupava este posto quando o Exército Português foi dissolvido pelo general francês Jean-Andoche Junot, pouco depois da sua entrada em Portugal ao comando das tropas que protagonizaram a primeira invasão francesa de Portugal. Contudo, quando o general Junot organizou a Legião Portuguesa, foi escolhido para oficial do estado-maior, conservando a patente de major.
Acompanhou a Legião Portuguesa (napoleónica) quando esta foi enviada para França, mas após tomar parte na defesa de Saragoça, regressou a Portugal, não chegando a atravessar os Pirenéus. Em Portugal regressou ao serviço da Marinha de Guerra, onde se enocntrava no termo da Guerra Peninsular.
Ao serviço da Armada realizou vários cruzeiros ao longo da costa portuguesa durante os quais fez observações sobre a posição geográfica dos seus principais acidentes e portos. Com base nestas observações e na compilação das cartas existentes, especialmente as de Vicente Tofiño de San Miguel, em 1813 publicou uma carta marítima da costa de Portugal, para acompanhar o dum roteiro circunstanciado que publicara em 1812, e em 1815 mandou imprimir umas instruções estatísticas, que em 1814 compilara por ordem do Principal Sousa (era o cónego José António de Meneses de Sousa Coutinho, Principal da Igreja Patriarcal de Lisboa e membro do Conselho de Regência do Reino).
Marino Miguel Franzini efectuou a partir de 1816 as primeiras observações meteorológicas sistemáticas em Portugal feitas com intuito científico. Demonstrando um interesse invulgar pela meteorologia, montou um pequeno observatório na sua residência onde recolheu diariamente dados, em dois períodos: de 1816 a 1826 e de 1835 a 1855. Nessas observações tinha por objectivo, para além do conhecimento dos fenómenos atmosféricos, caracterizar o clima de Lisboa e deduzir as leis subjacentes aos fenómenos observados. Para além disso, pretendia avaliar a quantidade de chuva que caía anualmente na região de Lisboa e a sua distribuição ao longo das estações, de forma a melhorar a saúde e higiene públicas através do abastecimento de água potável e a canalização subterrânea de esgotos. Prosseguiu com dedicação esse trabalho e apresentou à Academia das Ciências de Lisboa os resultados obtidos, que a Academia mandou publicar nas suas Memórias.
Em 1820 aderiu à Revolução Liberal do Porto e empenhou-se no estabelecimento do sistema liberal, sendo eleito deputado às Cortes Gerais e Extraordinárias da Nação Portuguesa, as constituintes de 1821, nas quais trabalhou na criação da Constituição Portuguesa de 1822. No âmbito dos trabalhos daquele parlamento, publicou um opúsculo contendo reflexões sobre a organização do Exército que havia sido estabelecida em 1816, que considerava conter artigos defeituosos e nocivos à nação, acompanhadas de mapas estatísticos. Manteve-se como deputado nas sessões das Cortes ordinárias de 1822. 
Nesse ano foi nomeado inspector da Cordoaria Nacional, estabelecimento de que publicou a conta da receita e despesa, e dos outros que lhe estavam anexos em 1820. Nessa obra integra também memórias de grande utilidade para a história do estabelecimento.
Dedicou-se ao estudo das finanças públicas portuguesas, matéria em que foi pioneiro, publicou um ensaio sobre o orçamento da dívida pública, receita e despesa do tesouro português no ano de 1826.
Terminada a Guerra Civil Portuguesa, depois de 1834 foi eleito deputado em várias legislaturas. A primeira eleição ocorreu para o mandato 1834-1836, mas não se lhe conhece qualquer intervenção parlamentar. Voltou a ser eleito para a legislatura de 1837-1839, pelo círculo eleitoral de Viana do Castelo.
Aceitou as funções de Ministro e Secretário de Estado dos Negócios da Fazenda do 16.º governo da Monarquia Constitucional, presidido por João Carlos de Saldanha Oliveira e Daun, o duque de Saldanha, exercendo essas funções de 22 de agosto a 18 de dezembro de 1847. Quando o duque de Saldanha formou o 20.º governo da Monarquia Constitucional, foi novamente Ministro e Secretário de Estado dos Negócios da Fazenda e interinamente Ministro e Secretário de Estado dos Negócios Eclesiásticos e de Justiça, em funções de 1 a 22 de maio de 1851. Transitou na pasta de Ministro e Secretário de Estado dos Negócios da Fazenda para o 21.º governo da Monarquia Constitucional, também presidido pelo duque de Saldanha, em funções de 22 de maio a 5 de agosto de 1851, sendo nesta última data substituído por Francisco da Silva Ferrão.
Apesar dos seus trabalhos parlamentares e do governo, não deixou nunca de se entregar às suas observações meteorológicas, apresentando à Academia os resultados dessas observações que têm grande valor, porque sobre esse importante assunto nada mais existe em Portugal até à organização do Observatório Meteorológico do Infante D. Luís, na Escola Politécnica de Lisboa. 
Ainda em 1856 e 1857 Franzini compôs uns mapas do movimento necrológico de Lisboa, que também são valiosos por se referirem à época em que a capital foi devastada pelas terríveis epidemias da cólera-morbus e da febre-amarela.
Em 17 de maio de 1861 foi eleito par do Reino, mas pouco sobreviveu a esta distinção. Fez parte da Comissão Mista de Marinha e Ultramar, tendo participado no debate sobre recrutamento militar que teve lugar na sessão de 24 de julho de 1861. Em 14 de agosto daquele ano declarou que a degradação do seu estado de saúdo o obrigava a procurar alívio no campo, mas faleceu três meses depois.
Casou em 24 de janeiro de 1806 na Ermida de Nossa Senhora da Nazaré, Olarias, Socorro (registado na Conceição Nova), com Maria do Carmo de Noronha Feital, filha de José Theodoro de Noronha Feital, escrivão do Juízo da Correição do Cível da Corte, e de Maria Antónia Biancardi. Foram pais do militar e político Marino João Franzini.

## Obras publicadas
Marino Miguel Franzini é autor de uma diversificada obra, que vai desde a náutica e a hidrografia, à meteorologia, à estatística demografica e fiscal e às finanças públicas. Entre as suas obras contam-se as seguintes:
- Roteiro das costas de Portugal ou instrucções nauticas : para intelligencia e uso da carta reduzida da mesma costa, e dos planos particulares dos seus principaes portos. Lisboa : Na Impressão Regia, 1812.
- Carta geral que comprehende os planos das principaes barras da costa de Portugal aqual se refere a carta reduzida da mesma costa / construída por Marino Miguel Franzini Manjor do Real Corpo de Engenheiros (escalas [ca 1:29000]-[ca 1:150000]; gravado por A. Arrowsmith, Hydrographer to H. R. H. the Prince of Wales). London, n.º 10 Soho Square : A. Arrowsmith, 1811. [a obra é composta de três folhas em papel de grande formato, gravadas em Londres por Aaron Arrowsmith à qual se ajunta um roteiro circunstanciado, que não só descreve a costa com exatidão, mas analisa o trabalho da mesma carta].
- Instrucçoes statisticas, que por ordem do Excellentissimo e Reverendissimo Senhor Principal Souza, compilou M. M. Franzini, tenente-coronel aggregado á Brigada Real de Marinha. Lisboa, na Imprensa Regia, 1815.
- Reflexões sobre o actual regulamento do exército de Portugal publicado em 1816; ou analyse dos artigos essencialmente defeituosos e nocivos à nação. Com o projecto de hum plano de organisação para o mesmo exercito, illustradas com mappas do estado da povoação do Reino, e sua classificação segundo as idades, sexo, estado, e profissões, enviado para a Côrte do Rio de Janeiro em Novembro de 1816 e presentemente publicado pelo seu author o coronel graduado Marino Miguel Franzini. Lisboa : na Impressão Regia, 1820.
- Observações metéorologicas feitas na cidade de Lisboa no anno de 1817, acompanhadas da relação dos mais notaveis successos acontecidos em diversas Regiões, offerecidas á Real Academia das Sciencias. Lisboa : Na Typografia da Mesma Academia, 1821.
- Observações meteorológicas, feitas na cidade de Lisboa nos anos de 1816 e 1817, acompanhadas de varias reflexões sobre o estado e aplicação da meteorologia, oferecidas à Academia Real das Ciências (com 3 estampas). Lisboa, 1818 (publicado também no tomo V, parte II, das Memórias da Academia Real das Ciências de Lisboa, pp. 91-125).
- Relação do viagem aerostatica feita em Lisboa no dia 14 de Março de 1819 por Eugenio Robertson, e dirigida por seu pai Estevão Gaspar Robertson, membro da Sociedade Galvanica de Paris e da Academia das Sciencias de Hamburgo, offerecida á Academia Real das Sciencias de Lisboa. Lisboa, na Impressão Regia, 1819 (com retrato do aeronauta francês Eugène Robertson,[14] gravado a buril; foi reproduzida a pp. 418-421 do vol. 9.º da Revista Universal Lisbonense).
- Conta da receita e despeza da Cordoaria Nacional e Real de Lisboa, e dos annexos estabelecimentos de beneficencia e reclusão pertencente ao anno de 1820 e orçamento da despeza para o anno de 1821 e apresentada ao Secretario dos Negocios da Marinha na conformidade das Ordens Geraes da Regencia do Reino pelo actual Inspector do mesmo Estabelecimento o Coronel Marino Miguel Franzini. Lisboa : na Typographia da Academia Real das Sciencias, 1821.
- Ensaio sobre o orçamento da divida pública, receita e defeza do thesouro do reino de Portugal no anno 1826 e reflexões sobre o deficit e a divida existente comparada a de outras nações. Lisboa : Impressão Régia, 1827.
- Considerações acerca da renda total da nação portuguesa, e ma distribuição por classes, etc. Lisboa, 1813 (tinha já sido publicado na Revista Universal Lisbonense).
- Reflexões acerca dos prejuízos que resultariam ao tesouro, e a seus credores, alterando-se as disposições do decreto de 9 de dezembro de 1847, que fixou o valor das notas do Banco de Lisboa, etc.. Lisboa, 1818.
- Comentario acerca da Memória apresentada à Academia Real das Ciências pelo engenheiro Bonnet, sobre explorações científicas feitas no Algarve. Artigo extraído da Revista Universal Lisbonense, com prévia autorização do seu autor, Lisboa, 1849 (carta de Franzini sobre os trabalhos de Charles Bonnet e a reprodução de um antigo que está publicara no Diário do Governo, n.º 7, 1849).
- Noticia acerca dos trabalhos da Comissão Geológica dirigida por mr. Charles Bonnet, nas suas explorações à província do Alentejo em 1849, Lisboa, 1850 (também está publicada na Revista Universal, de 21 de fevereiro de 1850, e no Diário do Governo n.º 51, do mesmo ano).
- Breves reflexões sobre o folheto do sr. Filipe Folque, que tem por titulo «Trabalhos geodésicos e topográficos do Reino». Lisboa, 1850.
- Noticias estatísticas sobre a extensão e população de Portugal, e ilhas do Oceano Atlântico. In Almanaque de Lisboa para 1826, pp. 1-23-
- Mapa geral da primeira serie de observações feitas em Lisboa, acerca das chuvas que caíram desde o ano de 1816 até julho de 1826.
- Segunda serie de observações, que começam em março de 1835 e findam em 1855 (estes mapas, precedidos de várias considerações sobre o assunto, foram publicados no Diário do Governo, n.º 59, de 11 de março de 1859).
- Mapa do movimento necrológico de Lisboa e Belém, compreendendo o número de cadáveres sepultados nos três cemitérios, S. João, Prazeres e Ajuda, no ano de 1857; seguido de explicações, notas e observações correlativas. In Diário do Governo, n.º 44, de 22 de fevereiro de 1858.

Para além das publicações atrás referidas, publicou as observações meteorológicas feitas em Lisboa desde 1822 em diante, insertas em vários jornais científicos e literários. As observações concernentes ao ano de 1835 estão no Jornal da Sociedade das Ciências Medicas de Lisboa, a contar do tomo I; as de 1842 na Revista Universal Lisbonense, tomo II; as de dezembro de 1847 a julho de 1849, no dito jornal, tomo I da 2.ª série, 1818-1849, começando a pág. 145 por umas Considerações acerca do clima de Lisboa, continuadas no tomo II, 1849-1850.
Nos Fastos de Ovídio, tradução de António Feliciano de Castilho, tem uma nota, intitulada «A meteorologia e o seu porvir», no tomo III, pág. 578.